# Escuela de Postgrado de Negocios Stanford
La Escuela de Postgrado de Negocios Stanford (en idioma inglés Stanford Graduate School of Business, Stanford GSB, ó The GSB) es una de las escuelas de postgrado de la Universidad Stanford, en California (Estados Unidos).
La Escuela de Postgrado de Negocios Stanford ofrece una Maestría en Dirección General de Administración de Empresas (MBA), el Programa de Maestría de Sloan (que es una Maestría a tiempo completo de diez meses en Administración para ejecutivos a mitad de carrera) y un programa de doctorado. Junto con una serie de titulaciones conjuntas con otros centros en la Universidad de Stanford, como Ciencias de la Tierra, Educación, Ingeniería, Derecho y Medicina. La escuela está en el Nº 1 del ranking de escuelas de negocios en los Estados Unidos según U.S. News & World Report.

## Historia
La Escuela de Graduados de Negocios de Stanford fue fundada en 1925. Entre sus profesores tiene tres ganadores del Premio Nobel, dos ganadores del premio John Bates Clark, 15 miembros de la Academia Americana de las Artes y las Ciencias, y tres miembros de la Academia Nacional de Ciencias. Sus profesores también mantienen colaboraciones conjuntas con centros de investigación afiliados. La Escuela de Graduados de Negocios de Stanford mantiene vínculos muy estrechos con el capital de riesgo, las finanzas y las empresas de tecnología de su cercana Silicon Valley.
La escuela funciona con un resultado de explotación anual de 156 millones de dólares, y es la segunda escuela de negocios más rica del país con una dotación de 825 millones de dólares (al 31 de agosto de 2010). Hay 26.309 alumnos vivos, incluidos los 17.803 alumnos del programa MBA Stanford. La Escuela de Graduados de Negocios de Stanford es conocida por haber producido un número notable de líderes empresariales, muchos de ellos entre los más ricos del mundo.
En agosto de 2006, la escuela ha anunciado lo que se cree que es la donación más grande por segunda vez a una escuela de negocios - $ 105 millones del alumno de Stanford Phil Knight, MBA de 1962, fundador y presidente de Nike, Inc. El regalo se utilizó para la construcción de un campus de 375 millones de dólares llamado Knight Management Center, para la escuela de negocios. La construcción fue concluida en 2011. La escuela de negocios cuenta con el Knight Management Center y el Schwab Residential Center (el nombre proviene del alumno Charles R. Schwab, fundador, presidente y CEO de la Charles Schwab Corporation).
Hay ocho edificios en el Management Center: el Gunn Building, Zambrano Hall, North Building, Bass Center, el Faculty Building (West and East), el Serra East Building, el MBA Class of 1968 Building, y el McClelland Building.

## Perfil del estudiante
La Escuela de Graduados de Negocios de Stanford es unas de las escuelas de negocios más selectas del mundo.[cita requerida] Ha mantenido una proporción mayor de "aspirantes a las plazas disponibles" que cualquier otra escuela de negocios en los EE. UU. durante la última década. También ha tenido la tasa más baja de aceptación (por lo general <10%), frente a cualquier otra de las universidades de negocios importantes del mundo. Para la Clase del 2012, que entró en 2010, tan solo al 6,8% de los solicitantes se les ofreció la admisión.
La escuela tiene aproximadamente 380 estudiantes por año cursando MBA de dos años. Aproximadamente el 15% de estos estudiantes entró en el programa de MBA Stanford con una graduación o título profesional no relacionado directamente con la gestión de empresas, incluyendo médicos y abogados. La Escuela de Graduados de Negocios de Stanford también ofrece un grado de doctorado en Gestión para aquellos que deseen seguir una carrera en la academia.

## Nuevo plan de estudios
En junio de 2006, La Escuela de Graduados de Negocios de Stanford anunció un cambio drástico en su modelo de plan de estudios. El nuevo modelo, llamado "The Personalized MBA Education", tiene cuatro puntos de enfoque. En primer lugar, tiene como objetivo ofrecer a cada estudiante una experiencia altamente personalizada, ofreciendo menús más amplios de los temas del curso con la tutoría de asesores. En segundo lugar, el nuevo programa intenta de profundizar en la experiencia intelectual de la escuela a través de múltiples pequeños seminarios de alto impacto centrados en el pensamiento analítico crítico. En tercer lugar, el nuevo programa pretende aumentar la formación empresarial global a través de dos nuevas opciones de cursos y además requiriendo experiencia internacional de todos los estudiantes. Finalmente, el nuevo programa amplía el enfoque de esta escuela en el liderazgo y la comunicación, a través de nuevos cursos que examinan los puntos fuertes personales de los alumnos en estos temas. En general, la escuela ve un programa flexible como un importante punto de diferenciación, que aprovecha las ventajas de una escuela de menor tamaño relativo frente a otros programas MBA. La clase graduada en 2009 fue la primera clase en haber pasado por el nuevo plan de estudios.

## Relaciones
La Escuela de Graduados de Negocios de Stanford tiene una serie de relaciones con otras escuelas de negocios. Ofrece una serie de programas de Executive Education en colaboración con la Escuela de negocios Harvard. Además, ofrece uno de los tres programas de Sloan Fellows, en coordinación con los demás en la MIT Sloan School of Management y la Escuela de negocios de Londres. Es también miembro de la Red de la Escuela de Negocios Globales, que se conecta a más de 30 escuelas de negocios a nivel internacional.

## Asociación de Antiguos Alumnos
La Asociación de alumnos de la Escuela de negocios Stanford ofrece una amplia gama de oportunidades, servicios y recursos para sus alumnos, incluidas actividades regionales y locales, eventos especiales para exalumnos, programas de educación continua, servicios para los alumnos de la carrera, conferencias internacionales, programas de reunión y servicios en línea.